# Bernardino Gentili il Vecchio
Bernardino Gentili il Vecchio (Castelli, 15 giugno 1635 – Castelli, 12 maggio 1683) è stato un ceramista italiano.

## Biografia
Bernardino (o Berardino) Gentili era uno dei sei figlio di Jacovo (o Giacomo) d'Intino (Castelli, 1596-Noraresco, 1648) e di Apollonia. Per primo, nella sua famiglia, Bernardino utilizzò il cognome Gentili che sembra derivare da un soprannome. Sposò Giustina Cappelletti e da lei ebbe otto figli: i due maschi Giacomo e Carmine proseguirono l'attività nella bottega di famiglia. Bernardino Gentili abitava in una casa, nell'attuale via Carmine Gentile, a Castelli e aveva una bottega di proprietà.

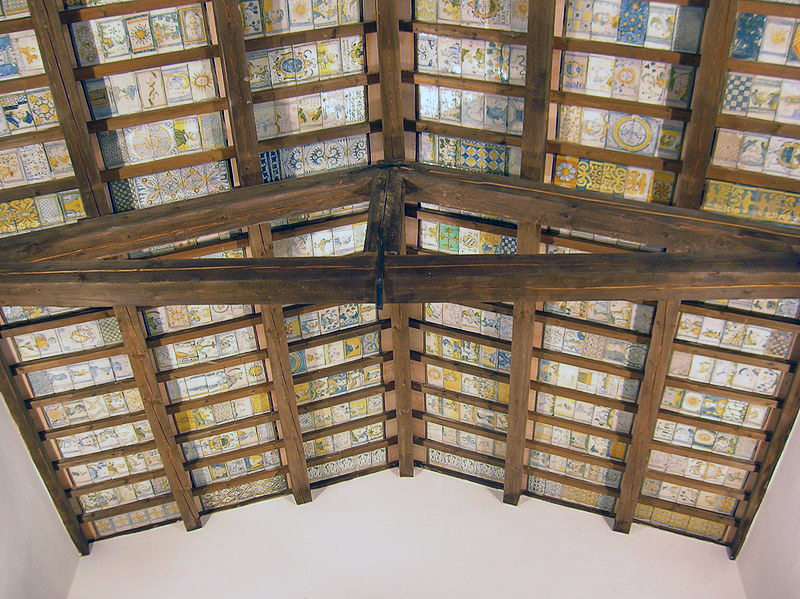
Chiesa di San Donato a Castelli (TE) - soffitto

Poche ceramiche istoriate, tra quelle da lui realizzate, sono oggi note: una grande targa, firmata e datata 10 febbraio 1672, con l'immagine della Madonna del Carmine con i santi Domenico e Francesco fa parte della collezione Acerbo e oggi si trova alla Galleria delle antiche ceramiche abruzzesi di Loreto Aprutino; una targa con Cristo in croce è firmata ed è datata 1670. Altre due targhe votive sono dovute alla sua mano; la prima, del 1683, con San Benedetto vestito del suo abito tradizionale - la cocolla - e con in mano il codice con la Regola, faceva parte della collezione Paparella Treccia di Pescara ed è stata donata all'Abbazia di Montecassino; la seconda, con Madonna e Bambino, si trova nella collezione Bindi, al Museo capitolare di Atri e porta la data 1659. Una targa con la Madonna del Rosario e santi porta la data e la sua firma.
Lo stile dei decori è analogo a quello di Francesco Grue, nella cui bottega forse Bernardino Gentili ha lavorato. Gli viene attribuita anche una targa con San Rocco, datata 1681.